# Наше время (фильм, 2018)
«Наше время» (исп. Nuestro tiempo) — восьмой полнометражный драматический фильм Карлоса Рейгадаса. В фильме развивается авторский стиль Рейгадаса. Премьера состоялась 5 сентября в рамках конкурсной программы Венецианского кинофестиваля.

## Сюжет
Эстер и Хуан живут с детьми в Мексике на ранчо и выращивают быков. Хуан — известный мексиканский поэт, он состоит в открытых отношениях с Эстер.
Эстер управляет ранчо и периодически уезжает в город. Главной в её жизни была любовь к мужу. Но после знакомства с Филом она неосознанно начнёт менять обычный порядок вещей. Несмотря на характер отношений между супругами возникают сложности во взаимопонимании.
Хуан и Эстер в кризисе, который будет разворачиваться и развиваться на протяжении всего фильма. Герои пытаются понять мотивы своего поведения и сохранить отношения.

## Номинации
| Год                        | Результат                  | Премия                       |
| Венецианский кинофестиваль | Венецианский кинофестиваль | Венецианский кинофестиваль   |
| -------------------------- | -------------------------- | ---------------------------- |
| 2018                       | Номинация                  | Золотой лев                  |
| Сан-Себастьян              |                            |                              |
| 2018                       | Номинация                  | Премия программы «Горизонты» |

## Авторский почерк
Фильмы Карлоса Рейгадаса можно отнести к традиции медленного кинематографа. Развитие сюжетной линии второстепенно для его картин. Автор работает с яркими визуальными образами, для передачи ощущения, а не знания. Он говорит: «Факты сюжета важны. Не менее важны место и атмосфера, звуки, запахи. Это и определяет наше отношение к фильму. Вы же знаете, сколь многие жалуются на то, что в „Войне и мире“ так много описаний, философских размышлений, отступлений от основной интриги. Но именно в этом и состоит величие романа!»
Время аффективно в его фильмах. Оно протекает в зависимости от интенсивности переживаемого момента. На визуальном уровне это отражается в операторской работе, частоте монтажных склеек, и в выборе музыкального сопровождения. Зара Абдуллаев охарактеризовала фильм через «образ — время» Жиля Делёза, который он описал в книге «Кино». Она пишет: «Романтическая ирония в восприятии Рейгадаса заключается в том, что он выбрал именно время содержательной и структурной доминантой этого фильма. А становление времени „до и после“ (расколотое время любви семейной пары) — вариативным состоянием „Нашего времени“.»
В «Нашем времени» показанная семья, является действительно семьёй режиссёра, и сам он исполняет главную роль отца семейства. В предыдущих работах он часто обращался к непрофессиональным актёрам. Это отсылает к традиции итальянского неореализма. Сам режиссёр прокомментировал такой выбор тем, что не смог найти более подходящих актёров.

## Быки
В фильме параллельно с основным сюжетом показываются сцены с быками. Критики дают разную оценку этим сценам.
Как прямую метафору отношениям: «… любовь всегда будет ключом к счастью в отношениях, а верность единственным способом сохранить семью и защитить её от разрушающей всё на своём пути лжи и отравляющей сознание ревности. Ведь неспроста быков держат в загонах под замком — дай им полную свободу, и все вокруг сразу же окажутся в опасности, в особенности сами быки.»
Либо как пишет Зара Абдуллаева: «…эпизоды с быками не аллегория страстей человеческих. … Бой быков, осмысленный Рейгадасом не спортивно, а трагично, — модель, по которой он снял „Наше время“». Это модель заключается в «колебании эпической сдержанности и коротких роковых „криков“. Из сочетания напряжённого покоя с неистовством.»
Или их рассматривают, как знак: «каждый из этих знаков указывает на невозможность внутренней свободы в вопросах секса и обладания. Если ты не зверь, а человек, счастье для тебя — лишь концепция и никогда не реальность.»